# 현석문
현석문(玄錫文, 1797년 ~ 1846년 9월 19일)은 조선의 천주교 박해 때에 순교한 한국 천주교의 103위 성인 중에 한 사람이다. 세례명은 가롤로(Carolus)이다.
그는 김대건 안드레아 신부가 순교하고 사흘 뒤에 순교하였다. 현석문은 앵베르 주교를 조선에 데려오고 샤스탕 신부를 도와 여러 곳을 다니며 선교 활동을 함께 한 사람들 중에 하나이다.

## 생애

### 출생과 가문
현석문은 1797년에 한양에서 중인 신분의 독실한 천주교 집안에서 태어났다. 그의 아버지는 그가 5살 되던 1801년에 신유박해로 순교하였고, 그의 아내와 자식들은 1839년에 기해박해로 옥사하였다. 그의 누나 현경련 또한 기해박해로 순교하였다.

### 독실한 신앙생활
현석문은 온 생애를 선교사들과 교우들을 돕는 데 바쳤다. 교황청 문서는 다음과 같은 말로 그를 기린다.:
| “ | 그는 커다란 공헌을 하였다. 그는 고덕과 온화하고 친절하며 순박한 성품을 지녔다. | ” |

현석문은 순교로 아버지를 여의고 어려운 생활 속에서도 어머니와 누나와 함께 독실한 신앙생활을 이어나갔다. 그는 헌종 2년(1836년)에 의주로 가서 앵베르 주교를 조선으로 맞아들였다. 1837년에 샤스탕 신부가 입국하자, 현석문은 그의 복사가 되어 신부와 함께 선교 여행에 동참하는 한편, 교인들의 신앙지도에 힘썼다.
1839년에 기해박해가 시작될 때에, 현석문은 관아에 자수하기를 원했지만, 선교사들이 그를 말렸고 살아남아서 교우들을 돌보라고 말했다.
앵베르 주교와 선교사들이 체포될 때, 현석문은 한양의 회장으로 임명되었다. 주교는 순교 전에 조선의 교회를 맡겼다. 이 사실은 주교와 교우들이 그를 얼마나 크게 존경했는지를 보여준다. 현석문은 체포를 피하기 위해 이재영이라는 가명을 사용하였다. 그는 새로 입교한 교우들을 격려했고 여러 선교지들을 다니며 가난한 사람들을 위한 기부금을 모아서 그들의 신앙생활을 뒷바라지 하였다.

#### 기해일기의 편찬
그는 아내와 누이가 순교한 후에 《조선 천주교 순교자 열전》을 집필하기 시작했는데, 기해박해가 끝나자, 그것의 편찬을 필생의 사업으로 생각하고 상하이까지 피해다니기도 하면서 살아남은 최희원과 모방 신부의 복사 최형 베드로, 이승훈 베드로의 손자 이재의 토마스 등의 협조를 받아 순교 자료를 모아서 확인 및 보충 정리하여 3년 만에 단편의 《기해일기》를 완성하였고 교우들에게 배포하였다.

#### 상하이 왕래
그는 빈번히 베이징으로 전령을 보내 선교사들과 연락하였다. 1845년 그는 부제 김대건과 함께 작은 나무배를 타고 상하이로 가는 험란한 항해에 동참하였고, 조선교구의 제3대 교구장 페레올 주교를 맞아들였다. 현석문은 한양으로 돌아온 뒤, 위험을 무릅쓰고 김대건 신부의 집을 자신의 명의로 등기하였다. 1846년에는 병오박해가 일어났다. 현석문은 김대건 신부의 체포 소식을 듣고 새로운 집을 구입하여 교회의 모든 재산을 그곳으로 옮겼으며, 김 신부의 처소에 남아 있던 여성 교우들을 새 집으로 피신시켰다.

#### 체포 및 투옥
며칠 후에 그의 새 집에서 포졸들이 손쉽게 그를 체포하였는데, 이삿짐을 나르던 인부들이 고발하였기 때문이었다. 7월 11일 포졸들이 그 집을 급습할 때, 김임이 테레사와 이간난 아가타, 정철염 카타리나 그리고 우술임 수산나 등 몇 명의 여성 신도도 있었으므로, 그들도 모두 함께 체포되었다. 감옥에서 현석문은 교우 수감자들을 격려하였다.
어떤 사람들은 현석문이 극심한 고문을 받았다고 했으며, 또 어떤 사람들은 그가 고문을 면제 받았다고 하였다. 어쨌든 그는 사형을 선고받았다. 관찬 기록(《헌종실록》)에 따르면, 현석문은 1846년 9월 19일(음력 7월 29일)에 참수형을 선고받았다고 한다. 또 다른 관찬 기록(《승정원일기》)도 같은 이야기를 한다. 그는 군문효수형도 선고받았다고 전한다.

### 순교
현석문은 1846년 9월 19일에 한양의 새남터에서 참수형을 받았고 군문효수되었다. 김 카타리나의 증언에 따르면, 그는 평온하고 용감하게 죽음을 맞이하였다고 한다. 그가 순교하던 때의 나이는 52세였다.

## 시복 · 시성
현석문 가롤로는 1925년 7월 5일에 로마 성 베드로 광장에서 교황 비오 11세가 집전한 79위 시복식을 통해 복자 품에 올랐고, 1984년 5월 6일에 서울특별시 여의도에서 한국 천주교 창립 200주년을 기념하여 방한한 교황 요한 바오로 2세가 집전한 미사 중에 이뤄진 103위 시성식을 통해 성인 품에 올랐다.

## 참고 문헌
- 가톨릭 사전: 현석문
- Catholic Bishop's Conference Of Korea. 103 Martryr Saints: 현석문 가롤로 Carolus Hyon Song-mun 보관됨 2019-11-16 - 웨이백 머신
- 한국민족문화대백과사전: 현석문

1. ↑  http://newsaints.faithweb.com/martyrs/Korea1.htm
2. ↑  〈103위 성인 (百三位聖人)〉. 《한국 브리태니커 온라인》. 2014년 10월 19일에 원본 문서에서 보존된 문서. 2014년 12월 25일에 확인함.
3. ↑  이상도 (2014년 7월 24일). “교황, 화해와 평화..8월의 크리스마스되길”. 평화방송. 2014년 10월 17일에 원본 문서에서 보존된 문서. 2014년 12월 25일에 확인함.